# سندی اسپرینگ (جورجیا)
سندی اسپرینگ، جورجیا (به انگلیسی: Sandy Springs, Georgia) یک شهر در ایالات متحده آمریکا با جمعیت ۹۹٬۴۱۹ نفر است که در شهرستان فولتن، جورجیا واقع شده‌است.